# جورج غويدا
جورج غويدا (بالإنجليزية: George Guida)‏ هو عداء سريع أمريكي، ولد في 29 أغسطس 1924 في فيلادلفيا في الولايات المتحدة، وتوفي في 7 سبتمبر 2015 في سان فرانسيسكو في الولايات المتحدة.

## وصلات خارجية
- جورج غويدا على موقع أوليمبيديا (الإنجليزية)